# VMRO-Partit Popular
La VRMO-Partit Popular (macedònic Внатрешна Македонска Револуционерна Организација - Народна Партија Vnatrešna Makedonska Revolucionerna Organizacija–Narodna Partija, VMRO-NP) és un partit polític de Macedònia del Nord, fundat el 4 de juliol de 2004 com a escissió de la VMRO-DPMNE dirigida per l'ex-primer ministre Ljubco Georgievski en no acceptar el lideratge del nou cap del partit Nikola Gruevski. A les eleccions legislatives macedònies de 2006 va obtenir sis escons iu el 6,09% dels vots. Tanmateix, a les eleccions de 2008 no va obtenir representació.